# 太常寺
太常寺（たいじょうじ）は、王朝時代の中国の官署である。九寺のひとつ。
漢代の太常を起源とする。北斉のときに太常寺が置かれ、陵廟の諸祭祀や礼楽と儀式制度・天文術数や衣冠の類を管掌した。隋のとき、郊社・太廟・諸陵・太祝・衣冠・太楽・清商・鼓吹・太医・太卜・廩犧などの署を統括し、おのおのに令や丞が置かれた。唐代には、王朝の礼楽・郊廟・社稷のことを管掌した。太常寺の長官は太常寺卿といい、その官位は正三品とされた。次官は太常寺少卿といい、その官位は正四品上とされた。その下に太常寺丞（従五品下）2人・太常寺主簿（従七品上）2人・太常寺録事（従九品下）1人が置かれた。